# Thure von Mentzer
Thure Alexander von Mentzer, född 16 september 1807 på Oltorp i Dimbo socken, Skaraborgs län, död 11 februari 1892, var en svensk kartograf. 
Efter att 1828–1833 ha tjänstgjort som kornett vid Livregementets husarkår utnämndes von Mentzer 1838 till underlöjtnant och 1848 till löjtnant i armén. Han utgav flera förskrifter och kommunikationskartor samt en mängd geografiska, historiska och statistiska kartverk, de flesta avsedda för skolbruk. 